# Günther Pawelke
Günther Pawelke (* 1. November 1900 in Pawlowitz, Oberschlesien; † 20. Januar 1976 in Ascona) war ein deutscher Diplomat und erster Botschafter der Bundesrepublik Deutschland in Kairo.

## Leben

### Bis 1945
Bis 1917 war Günther Pawelke Kadett. Ein Jahr später wurde er Flugschüler mit Fronterfahrung in Frankreich; studierte schließlich bis 1924 Recht in Breslau und promovierte zum Dr. jur. Pawelke besuchte zwei Jahre lang die School of Foreign Service der Georgetown University; sechs Monate das Pariser Institut des Hautes Etudes Internationales; lernte Italienisch und Arabisch. Günther Pawelke trat als Attaché im Jahr 1927 in den auswärtigen Dienst; zuerst in die Pressestelle der Reichsregierung, im Jahr darauf in die Politische Abteilung des Auswärtigen Amtes. In den 1930er-Jahren leitete er die Handelsabteilung in Kowno. Legationssekretär war er 3 Jahre in Bagdad, wobei Fritz Grobba Gesandter war; Pawelkes Nachlass ist eine gute Quelle auch für Grobbas Denken in dessen Bagdader Jahren. Pawelke wurde Referatsleiter in Berlin und Konsul in Madras. Im Zweiten Weltkrieg diente er als Pilot; flog im Kampfgeschwader 27 „Boelcke“ Einsätze gegen London. Im Flugzeug eines "Sonderverbandes Werner Junck" wurde er 1941 über Bagdad vor den Augen des (dort wieder tätigen) Gesandten Grobba abgeschossen und war danach nicht mehr kriegsverwendungsfähig.
Pawelke war Katholik. Den Beitritt zur NSDAP lehnte er ab.

### Nach 1945
Als zwei Jahre nach Kriegsende in der Bizone erste Listen mit Namen von 574 Beamten für eine mögliche auswärtige Verwendung veröffentlicht wurden, war auch Pawelke dabei. Liste I barg unter anderem 57 Namen mit Orientbezug, neben ihm auch Herbert Blankenhorn, Theo Kordt, Kurt Munzel und Hermann Voigt, die später das ägyptische Ersuchen handhaben sollten. Mitte 1950 trat Pawelke in das noch zu gründende Auswärtige Amt ein, wo er die Fachleute für Wirtschaftsfragen auswählte. Im folgenden Frühjahr hatte ihn Bundeskanzler Konrad Adenauer für die Botschaft in Ägypten vorgesehen. Von Oktober 1952 bis November 1954 leitete er die Botschaft in Kairo und war gleichzeitig Gesandter im Jemen. Als Kairo 1953 den Frieden mit Israel suchte, wurdet Günther Pawelke, Botschafter Bonns in Kairo, gebeten zu vermitteln.

## Ehrungen
- 1953: Großes Verdienstkreuz mit Stern der Bundesrepublik Deutschland

## Werke
- Der Jemen, das verbotene Land. Econ Verlag, 1959.